# 디마케팅
디마케팅(Demarketing)은 기업이 고객의 수요를 의도적으로 줄이는 마케팅기법을 말한다.
정기적으로 고객과 건실한 관계를 유지하고 발전시켜 나가기 위해서 마케팅활동을 억제하는 것으로, 필립 코틀러가 1971년에 처음 사용한 개념이다. 고객의 수요를 줄이면 제품에 대한 이미지와 브랜드 가치가 높아지고, 오히려 장기적으로는 꾸준히 고객을 확보할 수 있기 때문에 많이 사용된다. 공익 목적, 수급조절,  이미지 향상, 규제회피, 수익제고 등의 목적에 따른 다섯 가지 유형이 있다.
디마케팅의 예로 파리의 루이뷔통(Louis Vuitton) 본점의 마케팅을 들 수 있다. 여행객이 제품을 구입하면 여권번호를 컴퓨터에 입력해 같은 여행객이 1년내에 다시 살 수 없도록 철저한 관리시스템을 운영하는데, 이것은 구매심리를 자극하려는 목적의 마케팅이다.
디마케팅을 효과적으로 도입하기 위해서는 장기적인 전략차원에서 일관적으로 적용해야 한다. 그리고 사전에 적절한 동의나 처우 없이 단지 돈이 없다는 이유로 차별을 할 경우 제거된 고객 뿐 아니라 잠재 고객들로부터 반발을 사는 역효과를 볼 수도 있다.